# Államok vezetőinek listája 1997-ben
Ezen az oldalon az 1997-ben fennálló államok vezetőinek névsora olvasható földrészek, majd országok szerinti bontásban.

## Európa
- Albánia (köztársaság)
  - Államfő – 
    1. Sali Berisha (1992–1997)
    2. Rexhep Meidani (1997–2002), lista

  - Kormányfő –
    1. Aleksandër Meksi (1992–1997)
    2. Fatos Nano (1997–1998), lista
- Andorra (parlamentáris társhercegség)
  - Társhercegek
    - Francia társherceg – Jacques Chirac (1995–2007), lista
    - Episzkopális társherceg – Joan Martí i Alanis (1971–2003), lista

  - Kormányfő – Marc Forné Molné (1994–2005), lista
- Ausztria (szövetségi köztársaság)
  - Államfő – Thomas Klestil (1992–2004), lista
  - Kancellár – 
    1. Franz Vranitzky (1986–1997)
    2. Viktor Klima (1997–2000), szövetségi kancellár lista
- Azerbajdzsán (köztársaság)
  - Államfő – Heydər Əliyev (1993–2003), lista
  - Kormányfő – Artur Rasizade (1996–2003), lista
  -  Hegyi-Karabah Köztársaság (részlegesen elismert szakadár állam)
    - Államfő – 
      1. Robert Kocsarján (1994–1997)
      2. Arkagyij Gukaszján (1997–2007), lista

    - Miniszterelnök – Leonard Petroszján (1994–1998), lista
- Belgium (parlamentáris monarchia)
  - Uralkodó – II. Albert király (1993–2013)
  - Kormányfő – Jean-Luc Dehaene (1992–1999), lista
- Bosznia-Hercegovina (szövetségi köztársaság)
  - Államfő – Bosznia-Hercegovina Elnöksége elnökeinek listája
    - Bosznia-hercegovinai Föderáció – 
      1. Kresimir Zubak (1994–1997)
      2. Vladimir Soljić (1997)
      3. Ejup Ganić (1997–1999)

    - Bosznia-hercegovinai Szerb Köztársaság – Biljana Plavšić (1996–1998), lista

  - Miniszterelnökök – 
    1. Hasan Muratović (1996–1997)
    2. Haris Silajdžić és Boro Bosić (1997–1999), lista

    - Bosznia-hercegovinai Föderáció – Edhem Bicakcić (1996–2001), lista
    - Bosznia-hercegovinai Szerb Köztársaság – Gojko Klićković (1996–1998), lista

  - Nemzetközi főképviselő – 
    1. Carl Bildt (1995–1997)
    2. Carlos Westendorp (1997–1999)
- Bulgária (köztársaság)
  - Államfő – 
    1. Zselju Zselev (1990–1997)
    2. Petar Sztojanov (1997–2002), lista

  - Kormányfő – 
    1. Zsan Videnov (1995–1997)
    2. Ivan Kosztov (1997–2001), lista
- Ciprus (köztársaság)
  - Államfő – Gláfkosz Klirídisz (1993–2003), lista
  -  Észak-Ciprus (szakadár állam, csak Törökország ismeri el)
    - Államfő – Rauf Raif Denktaş (1975–2005), lista
    - Kormányfő – Derviş Eroğlu (1996–2004), lista
- Csehország (köztársaság)
  - Államfő – Václav Havel (1993–2003), lista
  - Kormányfő – 
    1. Václav Klaus (1992–1997)
    2. Josef Tošovský (1997–1998), lista
- Dánia (parlamentáris monarchia)
  - Uralkodó – II. Margit királynő (1972–2024)
  - Kormányfő – Poul Nyrup Rasmussen (1993–2001), lista
  -  Feröer
    - Kormányfő – Edmund Joensen (1994–1998), lista

  -  Grönland
    - Kormányfő – 
      1. Lars Emil Johansen (1991–1997)
      2. Jonathan Motzfeldt (1997–2002), lista
- Egyesült Királyság (parlamentáris monarchia)
  - Uralkodó – II. Erzsébet Nagy-Britannia királynője (1952–2022)
  - Kormányfő – 
    1. John Major (1990–1997)
    2. Tony Blair (1997–2007), lista

  -  Gibraltár (brit tengerentúli terület)
    - Kormányzó – 
      1. Sir Hugo White (1995–1997)
      2. Sir Richard Luce (1997–2000), lista

    - Főminiszter – Peter Caruana (1996–2011), lista

  -  Guernsey Bailiffség (brit koronafüggőség)
    - Alkormányzó – Sir John Coward (1994–2000), lista

  -  Jersey Bailiffség (brit koronafüggőség)
    - Alkormányzó – Sir Michael Wilkes (1995–2001), lista

  -  Man-sziget (brit koronafüggőség)
    - Alkormányzó – Sir Timothy Daunt (1995–2000), lista
    - Főminiszter – Donald Gelling (1996–2001), lista
- Észtország (köztársaság)
  - Államfő – Lennart Meri (1992–2001), lista
  - Kormányfő – 
    1. Tiit Vähi (1995–1997)
    2. Mart Siimann (1997–1999), lista
- Fehéroroszország (köztársaság)
  - Államfő – Aljakszandr Lukasenka (1994–), lista
  - Kormányfő –
    1. Mihail Csihir (1994–1997)
    2. Szjarhej Ling (1997–2000), lista
- Finnország (köztársaság)
  - Államfő – Martti Ahtisaari (1994–2000), lista
  - Kormányfő – Paavo Lipponen (1995–2003), lista
  -  Åland
    - Kormányfő – Roger Janssen (1995–1999)
- Franciaország (köztársaság)
  - Államfő – Jacques Chirac (1995–2007), lista
  - Kormányfő – 
    1. Alain Juppé (1995–1997)
    2. Lionel Jospin (1997–2002), lista
- Görögország (köztársaság)
  - Államfő – Konsztantinosz Sztephanopulosz (1995–2005), lista
  - Kormányfő – Kosztasz Szimitisz (1996–2004), lista
- Grúzia (köztársaság)
  - Államfő – Eduard Sevardnadze (1992–2003), lista
  - Kormányfő – Niko Lekisvili (1995–1998), lista
  -  Abházia (nemzetközileg el nem ismert állam)
    - Államfő – Vlagyiszlav Ardzinba (1990–2005), lista
    - Kormányfő – 
      1. Gennagyij Gagulia (1995–1997)
      2. Szergej Bagaps (1997–1999), lista

  - Adzsaria (nemzetközileg el nem ismert állam)
    - Államfő – Aszlan Abasidze (1991–2004)

  -  Dél-Oszétia (nemzetközileg el nem ismert állam)
    - Elnök – Ljudvig Csibirov (1993–2001), lista
    - Miniszterelnök – Alekszandr Savlohov (1996–1998), lista
- Hollandia (parlamentáris monarchia)
  - Uralkodó – Beatrix királynő (1980–2013)
  - Miniszterelnök – Wim Kok (1994–2002), lista
  -  Holland Antillák (a Holland Királyság tagállama)
    - lásd Észak-Amerikánál

  -  Aruba (a Holland Királyság tagállama)
    - lásd Észak-Amerikánál
- Horvátország (köztársaság)
  - Államfő – Franjo Tuđman (1990–1999),[1] lista
  - Kormányfő – Zlatko Mateša (1995–2000), lista
- Izland (köztársaság)
  - Államfő – Ólafur Ragnar Grímsson (1996–2016), lista
  - Kormányfő – Davíð Oddsson (1991–2004), lista
- Írország (köztársaság)
  - Államfő – 
    1. Mary Robinson (1990–1997)
    2. Mary McAleese (1997–2011), lista

  - Kormányfő – 
    1. John Bruton (1994–1997)
    2. Bertie Ahern (1997–2008), lista
- Jugoszlávia (köztársaság)
  - Államfő – 
    1. Zoran Lilić (1993–1997)
    2. Slobodan Milošević (1997–2000), lista

  - Kormányfő – Radoje Kontić (1993–1998), lista
  - Koszovó (el nem ismert szakadár állam)
    - Államfő – Ibrahim Rugova (1992–2000), lista
    - Kormányfő – Bujar Bukoshi (1991–2000), lista
- Lengyelország (köztársaság)
  - Államfő – Aleksander Kwaśniewski (1995–2005), lista
  - Kormányfő – 
    1. Włodzimierz Cimoszewicz (1996–1997)
    2. Jerzy Buzek (1997–2001), lista
- Lettország (köztársaság)
  - Államfő – Guntis Ulmanis (1993–1999), lista
  - Kormányfő –
    1. Andris Šķēle (1995–1997)
    2. Guntars Krasts (1997–1998), lista
- Liechtenstein
  - Uralkodó – II. János Ádám, herceg (1989–)
  - Kormányfő – Mario Frick (1993–2001), lista
- Litvánia (köztársaság)
  - Államfő – Algirdas Brazauskas (1992–1998), lista
  - Kormányfő – Gediminas Vagnorius (1996–1999), lista
- Luxemburg (parlamentáris monarchia)
  - Uralkodó – János nagyherceg (1964–2000)
  - Kormányfő – Jean-Claude Juncker (1995–2013), lista
- Észak-Macedónia (köztársaság)
  - Államfő – Kiro Gligorov (1995–1999), lista
  - Kormányfő – Branko Crvenkovski (1992–1998), lista
- Magyarország (köztársaság)
  - Államfő – Göncz Árpád (1990–2000), lista
  - Kormányfő – Horn Gyula (1994–1998), lista
- Málta (köztársaság)
  - Államfő – Ugo Mifsud Bonnici (1994–1999), lista
  - Kormányfő – Alfred Sant (1996–1998), lista
- Moldova (köztársaság)
  - Államfő – 
    1. Mircea Snegur (1989–1997)
    2. Petru Lucinschi (1997–2001), lista

  - Kormányfő – 
    1. Andrei Sangheli (1992–1997)
    2. Ion Ciubuc (1997–1999), lista

  -  Dnyeszter Menti Köztársaság (el nem ismert szakadár állam)
    - Elnök – Igor Szmirnov (1990–2011),[2] kombinált lista

  -  Gagauzia
    - Elnök – Gheorghe Tabunscic (1995–1999)
- Monaco
  - Uralkodó – III. Rainier herceg (1949–2005)
  - Államminiszter – 
    1. Paul Dijoud (1994–1997)
    2. Michel Lévêque (1997–2000), lista
- Németország (szövetségi köztársaság)
  - Államfő – Roman Herzog (1994–1999), lista
  - Kancellár – Helmut Kohl (1982–1998), lista
- Norvégia (parlamentáris monarchia)
  - Uralkodó – V. Harald király (1991–)
  - Kormányfő – 
    1. Thorbjørn Jagland (1996–1997)
    2. Kjell Magne Bondevik (1997–2000), lista
- Olaszország (köztársaság)
  - Államfő – Oscar Luigi Scalfaro (1992–1999), lista
  - Kormányfő – Romano Prodi (1996–1998), lista
- Oroszország (köztársaság)
  - Államfő – Borisz Jelcin (1990–1999),[3] lista
  - Kormányfő – Viktor Csernomirgyin (1992–1998), lista
  -  Icskéria Csecsen Köztársaság (el nem ismert szakadár állam)
    - Államfő – 
      1. Zelimhan Jandarbijev (1996–1997)
      2. Aszlan Maszhadov (1997–2005), lista
- Örményország (köztársaság)
  - Államfő – Levon Ter-Petroszján (1990–1998),[4] lista
  - Kormányfő –
    1. Armen Sargszján (1996–1997)
    2. Robert Kocsarján (1997–1998), lista
- Portugália (köztársaság)
  - Államfő – Jorge Sampaio (1996–2006), lista
  - Kormányfő – António Guterres (1995–2002), lista
- Románia (köztársaság)
  - Államfő – Emil Constantinescu (1996–2000), lista
  - Kormányfő – Victor Ciorbea (1996–1998), lista
- San Marino (köztársaság)
  - Régenskapitányok
- Spanyolország (parlamentáris monarchia)
  - Uralkodó – I. János Károly király (1975–2014)
  - Kormányfő – José María Aznar (1996–2004), lista
- Svájc (konföderáció)
  - Szövetségi Tanács:[5]
Jean-Pascal Delamuraz (1983–1998), Arnold Koller (1986–1999), elnök, Flavio Cotti (1986–1999), Adolf Ogi (1987–2000), Kaspar Villiger (1989–2003), Ruth Dreifuss (1993–2002), Moritz Leuenberger (1995–2010)
- Svédország (parlamentáris monarchia)
  - Uralkodó – XVI. Károly Gusztáv király (1973–)
  - Kormányfő – Göran Persson (1996–2006), lista
- Szlovákia (köztársaság)
  - Államfő – Michal Kováč (1993–1998), lista
  - Kormányfő – Vladimír Mečiar (1994–1998), lista
- Szlovénia (köztársaság)
  - Államfő – Milan Kučan (1990–2002),[6] lista
  - Kormányfő – Janez Drnovšek (1992–2000), lista
- Ukrajna (köztársaság)
  - Államfő – Leonyid Kucsma (1994–2005), lista
  - Kormányfő – 
    1. Pavlo Lazarenko (1996–1997)
    2. Valerij Pusztovojteno (1997–1999), lista

  -  Krími Autonóm Köztársaság
    - Elnök – 
      1. Vaszil Olekszijovics Kiszeljov (1996–1997)
      2. Anatolij Hricenko (1997–1998)

    - Kormányfő – 
      1. Arkagyij Fedorovics Demidenko (1996–1997)
      2. Anatolij Francsuk (1997–1998)
- Vatikán (abszolút monarchia)
  - Uralkodó – II. János Pál pápa (1978–2005)
  - Államtitkár – Angelo Sodano (1990–2006), lista

## Afrika
- Algéria (köztársaság)
  - Államfő – Liamine Zéroual (1994–1999), lista
  - Kormányfő – Ahmed Ujahia (1995–1998), lista
- Angola (köztársaság)
  - Államfő – José Eduardo dos Santos (1979–2017), lista
  - Kormányfő – Fernando José de França Dias Van-Dúnem (1996–1999), lista
- Benin (köztársaság)
  - Államfő – Mathieu Kérékou (1996–2006), lista
- Bissau-Guinea (köztársaság)
  - Államfő – João Bernardo Vieira (1984–1999), lista
  - Kormányfő - 
    1. Manuel Saturnino da Costa (1994–1997)
    2. Carlos Correia (1997–1998), lista
- Botswana (köztársaság)
  - Államfő - Quett Masire (1980–1998), lista
- Burkina Faso (köztársaság)
  - Államfő - Blaise Compaoré (1987–2014), lista
  - Kormányfő - Kadré Désiré Ouedraogo (1996–2000), lista
- Burundi (köztársaság)
  - Államfő - Pierre Buyoya (1996–2003), lista
  - Kormányfő – Pascal-Firmin Ndimira (1996–1998), lista
- Csád (köztársaság)
  - Államfő - Idriss Déby (1990–2021), lista
  - Kormányfő - 
    1. Koibla Djimasta (1995–1997)
    2. Nassour Guelendouksia Ouaido (1997–1999), lista
- Comore-szigetek (köztársaság)
  - Államfő - Mohamed Taki Abdoulkarim (1996–1998), lista
  - Kormányfő -
    1. Ahmed Abdou (1996–1997)
    2. Nourdine Bourhane (1997–1998), lista

  -  Anjouan (el nem ismert szakadár állam)
    - Anjouan 1997-ben kiáltotta ki függetlenségét
    - Elnök - Foundi Abdallah Ibrahim (1997–1999), lista

  -  Mohéli (el nem ismert szakadár állam)
    - Mohéli 1997-ben kiáltotta ki függetlenségét
    - Elnök - Szaid Mohamed Soefu, Mohéli (1997–1998)
    - Miniszterelnök - Szoidri Ahmed, Mohéli (1997–1998)
- Dél-afrikai Köztársaság (köztársaság)
  - Államfő - Nelson Mandela (1994–1999), lista
- Dzsibuti (köztársaság)
  - Államfő - Hassan Gouled Aptidon (1977–1999), lista
  - Kormányfő - Barkat Gourad Hamadou (1978–2001), lista
- Egyenlítői-Guinea (köztársaság)
  - Államfő - Teodoro Obiang Nguema Mbasogo (1979–), lista
  - Kormányfő - Ángel Serafín Seriche Dougan (1996–2001), lista
- Egyiptom (köztársaság)
  - Államfő - Hoszni Mubárak (1981–2011), lista
  - Kormányfő - Kamal Ganzouri (1996–1999), lista
- Elefántcsontpart (köztársaság)
  - Államfő - Henri Konan Bédié (1993–1999), lista
  - Kormányfő - Daniel Kablan Duncan (1993–1999), lista
- Eritrea (köztársaság)
  - Államfő - Isaias Afewerki (1991–),[7] lista
- Etiópia (köztársaság)
  - Államfő - Negasso Gidada (1995–2001), lista
  - Kormányfő - Meles Zenawi (1995–2012), lista
- Gabon (köztársaság)
  - Államfő - Omar Bongo (1967–2009), lista
  - Kormányfő - Paulin Obame-Nguema (1994–1999), lista
- Gambia (köztársaság)
  - Államfő - Yahya Jammeh (1994–2017), lista
- Ghána (köztársaság)
  - Államfő- Jerry Rawlings (1981–2001), lista
- Guinea (köztársaság)
  - Államfő - Lansana Conté (1984–2008), lista
  - Kormányfő - Sidya Touré (1996–1999), lista
- Kamerun (köztársaság)
  - Államfő - Paul Biya (1982–), lista
  - Kormányfő - Peter Mafany Musonge (1996–2004), lista
- Kenya (köztársaság)
  - Államfő - Daniel arap Moi (1978–2002), lista
- Kongói Demokratikus Köztársaság (Kongó-Kinshasa) (köztársaság)
- 1997-ben az ország neve Zaire-ről Kongói Demokratikus Köztársaságra változott
  - Államfő - 
    1. Mobutu Sese Seko (1965–1997)
    2. Laurent-Désiré Kabila (1997–2001), lista

  - Kormányfő -
    1. Kengo Wa Dondo (1994–1997)
    2. Étienne Tshisekedi (1997)
    3. Likulia Bolongo (1997), lista
- Kongói Köztársaság (Kongó-Brazzaville) (köztársaság)
  - Államfő - 
    1. Pascal Lissouba (1992–1997)
    2. Denis Sassou Nguesso (1997–), lista

  - Kormányfő – 
    1. Charles David Ganao (1996–1997)
    2. Bernard Kolélas (1997), lista
- Közép-afrikai Köztársaság (köztársaság)
  - Államfő - Ange-Félix Patassé (1993–2003), lista
  - Kormányfő - 
    1. Jean-Paul Ngoupandé (1996–1997)
    2. Michel Gbezera-Bria (1997–1999), lista
- Lesotho (alkotmányos monarchia)
  - Uralkodó - III. Letsie király (1996–)
  - Kormányfő - Ntsu Mokhehle (1994–1998), lista
- Libéria (köztársaság)
  - Államfő - 
    1. Ruth Perry (1996–1997)
    2. Charles Taylor (1997–2003), lista
- Líbia (köztársaság)
  - De facto országvezető - Moammer Kadhafi (1969–2011), lista
  - Névleges államfő - Muhammad az-Zanati (1992–2008), Líbia Népi Kongresszusa főtitkára
  - Kormányfő - 
    1. Abdul Madzsid al-Káúd (1994–1997)
    2. Muhammad Ahmad al-Mangús (1997–2000), lista
- Madagaszkár (köztársaság)
  - Államfő - 
    1. Norbert Ratsirahonana (1996–1997)
    2. Didier Ratsiraka (1997–2002), lista

  - Kormányfő - 
    1. Norbert Ratsirahonana (1996–1997)
    2. Pascal Rakotomavo (1997–1998), lista
- Malawi (köztársaság)
  - Államfő - Bakili Muluzi (1994–2004), lista
- Mali (köztársaság)
  - Államfő - Alpha Oumar Konaré (1992–2002), lista
  - Kormányfő - Ibrahim Boubacar Keïta (1994–2000), lista
- Marokkó (alkotmányos monarchia)
  - Uralkodó - II. Haszan király (1961–1999)
  - Kormányfő - Abdellatif Filali (1994–1998), lista
  -  Nyugat-Szahara (részben elismert állam)
    - Államfő - Mohamed Abdelaziz (1976–2016), lista
    - Kormányfő - Mahfoud Ali Beiba (1995–1999), lista
- Mauritánia (köztársaság)
  - Államfő - Maaouya Ould Sid'Ahmed Taya (1984–2005), lista
  - Kormányfő - 
    1. El Avia Ould Mohamed Khouna (1996–1997)
    2. Mohamed Lemine Ould Guig (1997–1998), lista
- Mauritius (köztársaság)
  - Államfő - Cassam Uteem (1992–2002), lista
  - Kormányfő - Navin Ramgoolam (1995–2000), lista
- Mayotte (Franciaország tengerentúli megyéje)
  - Prefektus - Philippe Boisadam (1996–1998), lista
  - A Területi Tanács elnöke - Younoussa Bamana (1991–2004)
- Mozambik (köztársaság)
  - Államfő - Joaquim Chissano (1986–2005), lista
  - Kormányfő - Pascoal Mocumbi (1994–2004), lista
- Namíbia (köztársaság)
  - Államfő - Sam Nujoma (1990–2005), lista
  - Kormányfő - Hage Geingob (1990–2002), lista
- Niger (köztársaság)
  - Államfő - Ibrahim Baré Maïnassara (1996–1999), lista
  - Kormányfő - 
    1. Amadou Cissé (1996–1997)
    2. Ibrahim Hassane Mayaki (1997–2000), lista
- Nigéria (köztársaság)
  - Államfő - Sani Abacha (1993–1998), lista
- Ruanda (köztársaság)
  - Államfő - Pasteur Bizimungu (1994–2000), lista
  - Kormányfő - Pierre-Célestin Rwigema (1995–2000), lista
- São Tomé és Príncipe (köztársaság)
  - Államfő - Miguel Trovoada (1995–2001), lista
  - Kormányfő - Raul Bragança Neto (1996–1999), lista
- Seychelle-szigetek (köztársaság)
  - Államfő - France-Albert René (1977–2004), lista
- Sierra Leone (köztársaság)
  - Államfő - 
    1. Ahmad Tejan Kabbah (1996–1997), lista
    2. Johnny Paul Koroma (1997–1998), a Fegyveres Erők Forradalmi Tanácsa elnöke
- Szenegál (köztársaság)
  - Államfő - Abdou Diouf (1981–2000), lista
  - Kormányfő - Habib Thiam (1991–1998), lista
- Szent Ilona, Ascension és Tristan da Cunha (Egyesült Királyság tengerentúli területe)
  - Kormányzó - David Smallman (1995–1999), lista
- Szomália (köztársaság)
  - nincs működő központi kormányzata
  -  Szomáliföld (el nem ismert szakadár állam)
    - Államfő - Muhammad Haji Ibrahim Egal (1993–2002), lista
- Szudán (köztársaság)
  - Államfő - Omar el-Basír (1989–2019), lista
- Szváziföld (abszolút monarchia)
  - Uralkodó - II. Mswati, király (1986–)
  - Kormányfő - Barnabas Sibusiso Dlamini (1996–2003), lista
- Tanzánia (köztársaság)
  - Államfő - Benjamin Mkapa (1995–2005), lista
  - Kormányfő - Frederick Sumaye (1995–2005), lista
  -  Zanzibár
    - Államfő – Salmin Amour (1990–2000), elnök
    - Kormányfő – Mohamed Gharib Bilal (1995–2000), főminiszter
- Togo (köztársaság)
  - Államfő - Gnassingbé Eyadéma (1967–2005), lista
  - Kormányfő - Kwassi Klutse (1996–1999), lista
- Tunézia (köztársaság)
  - Államfő - Zín el-Ábidín ben Ali (1987–2011), lista
  - Kormányfő - Hamed Karoui (1989–1999), lista
- Uganda (köztársaság)
  - Államfő - Yoweri Museveni (1986–), lista
  - Kormányfő - Kintu Musoke (1994–1999), lista
- Zaire – lásd a  Kongói Demokratikus Köztársaság cikkben
- Zambia (köztársaság)
  - Államfő - Frederick Chiluba (1991–2002), lista
- Zimbabwe (köztársaság)
  - Államfő - Robert Mugabe (1987–2017), lista
- Zöld-foki Köztársaság (köztársaság)
  - Államfő - António Mascarenhas Monteiro (1991–2001), lista
  - Kormányfő - Carlos Veiga (1991–2000), lista

## Dél-Amerika
- Argentína (köztársaság)
  - Államfő - Carlos Menem (1989–1999), lista
- Bolívia (köztársaság)
  - Államfő - 
    1. Gonzalo Sánchez de Lozada (1993–1997)
    2. Hugo Banzer (1997–2001), lista
- Brazília (köztársaság)
  - Államfő - Fernando Henrique Cardoso (1995–2003), lista
- Chile (köztársaság)
  - Államfő - Eduardo Frei Ruiz-Tagle (1994–2000), lista
- Ecuador (köztársaság)
  - Államfő - 
    1. Abdalá Bucaram (1996–1997)
    2. Fabián Alarcón (1997–1998), lista
- Falkland-szigetek (Az Egyesült Királyság tengerentúli területe)
  - Kormányzó - Richard Ralph (1996–1999), lista
  - Kormányfő - Andrew Gurr (1994–1999), lista
- Guyana (köztársaság)
  - Államfő - 
    1. Cheddi Jagan (1992–1997)
    2. Janet Jagan (1997–1999), lista

  - Miniszterelnök - Sam Hinds (1992–1999), lista
- Kolumbia (köztársaság)
  - Államfő - Ernesto Samper (1994–1998), lista
- Paraguay (köztársaság)
  - Államfő - Juan Carlos Wasmosy (1993–1998), lista
- Peru (köztársaság)
  - Államfő - Alberto Fujimori (1990–2000), lista
  - Kormányfő - Alberto Pandolfi (1996–1999), lista
- Suriname (köztársaság)
  - Államfő - Jules Wijdenbosch (1996–2000), lista
- Uruguay (köztársaság)
  - Államfő - Julio María Sanguinetti (1995–2000), lista
- Venezuela (köztársaság)
  - Államfő - Rafael Caldera (1994–1999), lista

## Észak- és Közép-Amerika
- Amerikai Egyesült Államok (köztársaság)
  - Államfő - Bill Clinton (1993–2001), lista
  -  Puerto Rico (Az Egyesült Államok társult állama)
    - Kormányzó - Pedro Rosselló (1993–2001), lista

  -  Amerikai Virgin-szigetek (Az Egyesült Államok társult állama)
    - Kormányzó - Roy L. Schneider (1995–1999), lista
- Anguilla (Az Egyesült Királyság tengerentúli területe)
  - Kormányzó - Robert Harris (1996–2000), lista
  - Főminiszter - Hubert Hughes (1994–2000)
- Antigua és Barbuda (parlamentáris monarchia)
  - Uralkodó - II. Erzsébet királynő, Antigua és Barbuda királynője, (1981–2022)
  - Főkormányzó - Sir James Carlisle (1993–2007), lista
  - Kormányfő - Lester Bird (1994–2004), lista
- Aruba (A Holland Királyság társult állama)
  - Uralkodó - Beatrix királynő, Aruba királynője, (1980–2013)
  - Kormányzó - Olindo Koolman (1992–2004), lista
  - Miniszterelnök - Henny Eman (1994–2001), lista
- Bahama-szigetek (parlamentáris monarchia)
  - Uralkodó - II. Erzsébet királynő, a Bahama-szigetek királynője (1973–2022)
  - Főkormányzó - Sir Orville Turnquest (1995–2001), lista
  - Kormányfő - Hubert Ingraham (1992–2002), lista
- Barbados (parlamentáris monarchia)
  - Uralkodó - II. Erzsébet királynő, Barbados királynője (1966–2021)
  - Főkormányzó - Sir Clifford Husbands (1996–2011), lista
  - Kormányfő - Owen Arthur (1994–2008), lista
- Belize (parlamentáris monarchia)
  - Uralkodó - II. Erzsébet királynő, Belize királynője, (1981–2022)
  - Főkormányzó - Sir Colville Young (1993–2021), lista
  - Kormányfő - Manuel Esquivel (1993–1998), lista
- Bermuda (Az Egyesült Királyság tengerentúli területe)
  - Kormányzó - 
    1. David Waddington (1992–1997)
    2. Thorold Masefield (1997–2002), lista

  - Kormányfő - 
    1. David Saul (1995–1997)
    2. Pamela Gordon (1997–1998), lista
- Brit Virgin-szigetek (Az Egyesült Királyság tengerentúli területe)
  - Kormányzó - David Mackilligin (1993–1998), lista
  - Kormányfő - Ralph T. O'Neal (1995–2003), lista
- Costa Rica (köztársaság)
  - Államfő - José María Figueres (1994–1998), lista
- Dominikai Közösség (köztársaság)
  - Államfő - Crispin Sorhaindo (1993–1998), lista
  - Kormányfő - Edison James (1995–2000), lista
- Dominikai Köztársaság (köztársaság)
  - Államfő - Leonel Fernández (1996–2000), lista
- Salvador (köztársaság)
  - Államfő - Armando Calderón Sol (1994–1999), lista
- Grenada (parlamentáris monarchia)
  - Uralkodó - II. Erzsébet királynő, Grenada királynője, (1974–2022)
  - Főkormányzó - Sir Daniel Williams (1996–2008), lista
  - Kormányfő - Keith Mitchell (1995–2008), lista
- Guatemala (köztársaság)
  - Államfő - Álvaro Arzú (1996–2000), lista
- Haiti (köztársaság)
  - Államfő - René Préval (1996–2001), lista
  - Kormányfő – Rosny Smarth (1996–1997), lista
- Holland Antillák (A Holland Királyság társult állama)
  - Uralkodó - Beatrix királynő, a Holland Antillák királynője, (1980–2010)
  - Kormányzó - Jaime Saleh (1990–2002), lista
  - Miniszterelnök - Miguel Arcangel Pourier (1994–1998), lista
- Honduras (köztársaság)
  - Államfő - Carlos Roberto Reina (1994–1998), lista
- Jamaica (parlamentáris monarchia)
  - Uralkodó - II. Erzsébet királynő, Jamaica királynője, (1962–2022)
  - Főkormányzó - Sir Howard Cooke (1991–2006), lista
  - Kormányfő - P. J. Patterson (1992–2006), lista
- Kajmán-szigetek (Az Egyesült Királyság tengerentúli területe)
  - Kormányzó - John Wynne Owen (1995–1999), lista
  - Kormányfő - Truman Bodden (1994–2000), lista
- Kanada (parlamentáris monarchia)
  - Uralkodó - II. Erzsébet királynő, Kanada királynője, (1952–2022)
  - Főkormányzó - Roméo LeBlanc (1995–1999), lista
  - Kormányfő - Jean Chrétien (1993–2003), lista
- Kuba (népköztársaság)
  - A kommunista párt főtitkára - Fidel Castro (1965–2011), főtitkár
  - Államfő - Fidel Castro (1976–2008), lista
  - Miniszterelnök - Fidel Castro (1959–2008), lista
- Mexikó (köztársaság)
  - Államfő - Ernesto Zedillo (1994–2000), lista
- Montserrat (Az Egyesült Királyság tengerentúli területe)
  - Kormányzó - 
    1. Frank Savage (1993–1997)
    2. Tony Abbott (1997–2001), lista

  - Kormányfő - 
    1. Bertrand Osborne (1996–1997)
    2. David Brandt (1997–2001), lista
- Nicaragua (köztársaság)
  - Államfő - 
    1. Violeta Chamorro (1990–1997)
    2. Arnoldo Alemán (1997–2002), lista
- Panama (köztársaság)
  - Államfő - Ernesto Pérez Balladares (1994–1999), lista
- Saint Kitts és Nevis (parlamentáris monarchia)
  - Uralkodó - II. Erzsébet királynő, Saint Kitts és Nevis királynője, (1983–2022)
  - Főkormányzó - Sir Cuthbert Sebastian (1996–2013), lista
  - Kormányfő - Denzil Douglas (1995–2015), lista
  -  Nevis
    - Főkormányzó-helyettes – Eustace John (1994–2017)
    - Főminiszter – Vance Amory (1992–2006)
- Saint Lucia (parlamentáris monarchia)
  - Uralkodó - II. Erzsébet királynő, Szent Lucia királynője, (1979–2022)
  - Főkormányzó - 
    1. Sir George Mallet (1996–1997)
    2. Dáma Pearlette Louisy (1997–2017), lista

  - Kormányfő - 
    1. Vaughan Lewis (1996–1997)
    2. Kenny Anthony (1997–2006), lista
- Saint-Pierre és Miquelon (Franciaország külbirtoka)
  - Prefektus - 
    1. Jean-François Carenco (1996–1997)
    2. Rémi Thuau (1997–1999), lista

  - A Területi Tanács elnöke - Bernard Le Soavec (1996–2000), lista
- Saint Vincent és a Grenadine-szigetek (parlamentáris monarchia)
  - Uralkodó - II. Erzsébet királynő, Saint Vincent királynője, (1979–2022)
  - Főkormányzó - Sir Charles Antrobus (1996–2002), lista
  - Kormányfő - Sir James Fitz-Allen Mitchell(1984–2000), lista
- Trinidad és Tobago (köztársaság)
  - Államfő - 
    1. Noor Hassanali (1987–1997)
    2. A. N. R. Robinson (1997–2003), lista

  - Kormányfő - Basdeo Panday (1995–2001), lista
- Turks- és Caicos-szigetek (Az Egyesült Királyság tengerentúli területe)
  - Kormányzó - John Kelly (1996–2000), lista
  - Főminiszter - Derek Hugh Taylor (1995–2003), lista

## Ázsia
- Afganisztán (teokratikus állam)
  - (  Tálibok)-
    - de facto államfő - Mohammed Omár (1996–2001), a Legfelsőbb Tanács elnöke
    - de facto kormányfő - Mohammad Rabbani (1996–2001), lista

  -  (Északi Szövetség) - Burhanuddin Rabbani (1992–2001), lista, száműzetésben
- Bahrein (alkotmányos monarchia)
  - Uralkodó - II. Ísza emír (1961–1999)[8]
  - Kormányfő - Halífa ibn Szalmán Al Halífa, lista (1970–2020)[9]
- Banglades (köztársaság)
  - Államfő - Sáhábuddin Áhmed (1996–2001), lista
  - Kormányfő - Sheikh Hasina (1996–2001), lista
- Bhután (abszolút monarchia)
  - Uralkodó - Dzsigme Szingye Vangcsuk király (1972–2006)
- Brunei (abszolút monarchia)
  - Uralkodó - Hassanal Bolkiah, szultán (1967–)[10]
  - Kormányfő - Hassanal Bolkiah szultán (1984–), lista
- Dél-Korea (köztársaság)
  - Államfő - Kim Jongszam (1993–1998), lista
  - Kormányfő - 
    1. I Szuszong (1995–1997)
    2. Ko Gon (1997–1998), lista
- Egyesült Arab Emírségek (abszolút monarchia) -
  - Elnök - Zájed bin Szultán Ál Nahján (1971–2004), lista
  - Kormányfő - Maktúm bin Rásid Ál Maktúm (1990–2006), lista
  - Az egyes Emírségek uralkodói (lista):
    - Abu-Dzabi – Zájed bin Szultán Ál Nahján (1971–2004)
    - Adzsmán – Humajd ibn Rásid an-Nuajmi (1981–)
    - Dubaj – Maktúm bin Rásid Ál Maktúm (1990–2006)
    - Fudzsejra – Hamad ibn Muhammad as-Sarki (1974–)
    - Rász el-Haima – Szakr ibn Muhammad al-Kászimi (1948–2010)
    - Sardzsa – Szultán ibn Muhammad al-Kászimi (1987–)
    - Umm al-Kaivain – Rásid ibn Ahmad al-Mualla (1981–2009)
- Észak-Korea (népköztársaság)
  - A kommunista párt főtitkára - Kim Dzsongil (1997–2011), főtitkár
  - Államfő - betöltetlen (1994–1998), Észak-Korea elnöke
  - De facto államfő - Kim Dzsongil (1993–2011),[11] országvezető
  - Kormányfő - 
    1. Kang Szongszan (1992–1997)
    2. Hong Szongnam (1997–2003), lista
- Fülöp-szigetek (köztársaság)
  - Államfő - Fidel V. Ramos (1992–1998), lista
- Hongkong (brit koronafüggőség)
  - 1997. július 1-jén csatlakozott Kínához
  - Kormányzó - Chris Patten (1992–1997), lista
  - Főminiszter – Tung Csi-va (1997–2005), lista
- India (köztársaság)
  - Államfő - 
    1. Shankar Dayal Sharma (1992–1997)
    2. K. R. Narayanan (1997–2002), lista

  - Kormányfő - 
    1. H. D. Deve Gowda (1996–1997)
    2. Inder Kumar Gujral (1997–1998), lista
- Indonézia (köztársaság)
  - Államfő - Suharto (1967–1998), lista
- Irak (köztársaság)
  - Államfő - Szaddám Huszein (1979–2003), lista
  - Kormányfő - Szaddám Huszein (1994–2003), lista
- Irán (köztársaság)
  - Legfelső vallási vezető - Ali Hámenei (1989–), lista
  - Államfő - 
    1. Akbar Hasemi Rafszandzsáni (1989–1997)
    2. Mohammad Khatami (1997–2005), lista
- Izrael (köztársaság)
  - Államfő - Ézer Weizman (1993–2000), lista
  - Kormányfő - Benjámín Netanjáhú (1996–1999), lista
- Japán (parlamentáris monarchia)
  - Uralkodó - Akihito császár (1989–2019)
  - Kormányfő - Hasimotó Rjutaró (1996–1998), lista
- Jemen (köztársaság)
  - Államfő - Ali Abdullah Szaleh (1978–2012),[12] lista
  - Kormányfő - 
    1. Abdul Azíz Abdul Gáni (1994–1997)
    2. Faradzs Száid Bin Gánem (1997–1998), lista
- Jordánia (alkotmányos monarchia)
  - Uralkodó - Huszejn király (1952–1999)
  - Kormányfő -
    1. Abdul Karím al-Kabarití (1996–1997)
    2. Abdelszálám al-Madzsalí (1997–1998), lista
- Kambodzsa (parlamentáris monarchia)
  - Uralkodó - Norodom Szihanuk király (1993–2004)
  - Kormányfő - 
    -       1. Norodom Ranarrid herceg (1993–1997)
      2. Ung Huot (1997–1998) első miniszterelnök

    - Hun Szen (1985–2023) második miniszterelnök, lista
- Katar (abszolút monarchia)
  - Uralkodó - Hamad emír (1995–2013)
  - Kormányfő - Abdulláh bin Halífa Ál Száni (1996–2007), lista
- Kazahsztán (köztársaság)
  - Államfő - Nurszultan Nazarbajev (1990–2019),[13] lista
  - Kormányfő - 
    1. Akezsan Kazsegeldin (1994–1997)
    2. Nurlan Balgimbajev (1997–1999), lista
- Kína (népköztársaság)
  - A kommunista párt főtitkára - Csiang Cömin (1989–2002), főtitkár
  - Államfő - Csiang Cömin (1993–2003), lista
  - Kormányfő - Li Peng (1987–1998), lista
- Kirgizisztán (köztársaság)
  - Államfő - Aszkar Akajev (1990–2005),[14] lista
  - Kormányfő - Apasz Dzsumagulov (1993–1998), lista
- Kuvait (alkotmányos monarchia)
  - Uralkodó - III. Dzsáber emír (1977–2006),[15]
  - Kormányfő - Szaad al-Abdulláh al-Szálim asz-Szabáh (1978–2003),[15] lista
- Laosz (népköztársaság)
  - A kommunista párt főtitkára - Khamtaj Sziphandon (1992–2006), főtitkár
  - Államfő - Nuhak Phoumszavanh (1992–1998), lista
  - Kormányfő - Khamtaj Sziphandon (1991–1998), lista
- Libanon (köztársaság)
  - Államfő - Eliasz al-Hravi (1989–1998), lista
  - Kormányfő - Rafik Hariri (1992–1998), lista
- Makaó (Portugália tengerentúli területe)
  - Kormányzó - Vasco Joaquim Rocha Vieira (1991–1999), kormányzó
- Malajzia (parlamentáris monarchia)
  - Uralkodó - Jaafar szultán (1994–1999)
  - Kormányfő - Mahathir bin Mohamad (1981–2003), lista
- Maldív-szigetek (köztársaság)
  - Államfő - Maumoon Abdul Gayoom (1978–2008), lista
- Mianmar (köztársaság)
  - Államfő - Than Shwe (1992–2011), lista
  - Kormányfő - Than Shwe (1992–2003), lista
- Mongólia (köztársaság)
  - Államfő - 
    1. Punszalmágín Ocsirbat (1990–1997)
    2. Nacagín Bagabandi (1997–2005), lista

  - Kormányfő - Mencajkháni Enkszajkhán (1996–1998), lista
- Nepál (alkotmányos monarchia)
  - Uralkodó - Bírendra király (1972–2001)
  - Kormányfő -
    1. Ser Bahadúr Deuba (1995–1997)
    2. Lokendra Bahadúr Csand (1997)
    3. Szurja Bahadúr Tapa (1997–1998), lista
- Omán (abszolút monarchia)
  - Uralkodó - Kábúsz szultán (1970–2020)
  - Kormányfő - Kábúsz bin Száid al Száid (1972–2020), lista
- Pakisztán (köztársaság)
  - Államfő - 
    1. Farúk Legári (1993–1997)
    2. Vászím Szadzsát (1997–1998), lista

  - Kormányfő - 
    1. Malik Meradzs Kálíd (1996–1997)
    2. Naváz Saríf (1997–1999), lista
- Palesztina (államiság nélküli adminisztratív hatóság)
  - Elnök - Jasszer Arafat (1994–2004), lista
- Srí Lanka (köztársaság)
  - Államfő - Chandrika Kumaratunga (1994–2005), lista
  - Kormányfő - Szirimávó Bandáranájaka (1994–2000), lista
- Szaúd-Arábia (abszolút monarchia)
  - Uralkodó - Fahd király (1982–2005)
  - Kormányfő - Fahd király (1982–2005)
- Szingapúr (köztársaság)
  - Államfő - Ong Teng Cheong (1993–1999), lista
  - Kormányfő - Goh Chok Tong (1990–2004), lista
- Szíria (köztársaság)
  - Államfő - Hafez al-Aszad (1971–2000), lista
  - Kormányfő - Mahmoud Zuabi (1987–2000), lista
- Tajvan (köztársaság)
  - Államfő - Li Teng-huj (1988–2000), lista
  - Kormányfő - 
    1. Lien Csan (1993–1997)
    2. Vincent Siew (1997–2000), lista
- Tádzsikisztán (köztársaság)
  - Államfő - Emomali Rahmon, lista (1992–)
  - Kormányfő - Yahyo Azimov (1996–1999), lista
- Thaiföld (parlamentáris monarchia)
  - Uralkodó - Bhumibol Aduljadezs király (1946–2016)
  - Kormányfő - 
    1. Csavalit Jongcsajjudh (1996–1997)
    2. Csuan Leekpai (1997–2001), lista
- Törökország (köztársaság)
  - Államfő - Süleyman Demirel (1993–2000), lista
  - Kormányfő - 
    1. Necmettin Erbakan (1996–1997)
    2. Mesut Yılmaz (1997–1999), lista
- Türkmenisztán (köztársaság)
  - Államfő - Saparmyrat Nyýazow (1990–2006),[16] lista
- Üzbegisztán (köztársaság)
  - Államfő - Islom Karimov (1990–2016),[17] lista
  - Kormányfő - O‘tkir Sultonov (1995–2003), lista
- Vietnám (népköztársaság)
  - A kommunista párt főtitkára - 
    1. Đỗ Mười (1991–1997)
    2. Lê Khả Phiêu (1997–2001), főtitkár

  - Államfő - 
    1. Lê Đức Anh (1992–1997)
    2. Trần Đức Lương (1997–2006), lista

  - Kormányfő - 
    1. Võ Văn Kiệt (1991–1997)
    2. Phan Văn Khải (1997–2006), lista

## Óceánia
- Amerikai Szamoa (Az Amerikai Egyesült Államok külterülete)
  - Kormányzó - 
    1. A. P. Lutali (1993–1997)
    2. Tauese Sunia (1997–2003), lista
- Ausztrália (parlamentáris monarchia)
  - Uralkodó - II. Erzsébet királynő, Ausztrália királynője, (1952–2022)
  - Főkormányzó - Sir William Deane (1996–2001), lista
  - Kormányfő - John Howard (1996–2007), lista
  -  Karácsony-sziget (Ausztrália külterülete)
    - Adminisztrátor -
      1. Merrilyn Ann Chilvers (1996–1997)
      2. Graham Nicholls (1997)
      3. Ron Harvey (1997–1998)

  -  Kókusz (Keeling)-szigetek (Ausztrália külterülete)
    - Adminisztrátor -
      1. Jarl Andersson (1996–1997)
      2. Maureen Ellis (1997)
      3. Ron Harvey (1997–1998)

  -  Norfolk-sziget (Ausztrália autonóm területe)
    - Adminisztrátor - 
      1. Alan Gardner Kerr (1992–1997)
      2. Tony Messner (1997–2003)

    - Kormányfő - 
      1. Michael William King (1994–1997)
      2. George Charles Smith (1997–2000), lista
- Északi-Mariana-szigetek (Az USA külbirtoka)
  - Kormányzó - Froilan Tenorio (1994–1998), lista
- Fidzsi (köztársaság)
  - Államfő - Kamisese Mara (1993–2000), lista
  - Kormányfő - Sitiveni Rabuka (1992–1999), lista
- Francia Polinézia (Franciaország külterülete)
  - Főbiztos - 
    1. Paul Roncière (1994–1997)
    2. Jean Aribaud (1997–2001), lista

  - Kormányfő - Gaston Flosse (1991–2004), lista
- Guam (Az USA külterülete)
  - Kormányzó - Carl Gutierrez (1995–2003), lista
- Kiribati (köztársaság)
  - Államfő - Teburoro Tito (1994–2003), lista
- Marshall-szigetek (köztársaság)
  - Államfő - 
    1. Kunio Lemari (1996–1997)
    2. Imata Kabua (1997–2000), lista
- Mikronézia (köztársaság)
  - Államfő - 
    1. Bailey Olter (1991–1997)
    2. Jacob Nena (1997–1999), lista
- Nauru (köztársaság)
  - Államfő -
    1. Ruben Kun (1996–1997)
    2. Kinza Clodumar (1997–1998), lista
- Palau (köztársaság)
  - Államfő - Kuniwo Nakamura (1993–2001),[18] lista
- Pápua Új-Guinea (parlamentáris monarchia)
  - Uralkodó - II. Erzsébet királynő, Pápua Új-Guinea királynője (1975–2022)
  - Főkormányzó - 
    1. Sir Wiwa Korowi (1991–1997)
    2. Sir Silas Atopare (1997–2003), lista

  - Kormányfő - 
    1. Sir Julius Chan (1994–1997)
    2. Bill Skate (1997–1999), lista

  -  Bougainville (autonóm terület)
  - Miniszterelnök – Gerard Sinato (1996–1998)
- Pitcairn-szigetek (Az Egyesült Királyság külbirtoka)
  - Kormányzó - Robert Alston (1994–1998), lista
- Salamon-szigetek (parlamentáris monarchia)
  - Uralkodó - II. Erzsébet királynő, a Salamon-szigetek királynője (1978–2022)
  - Főkormányzó - Sir Moses Pitakaka (1994–1999), lista
  - Kormányfő - 
    1. Solomon Mamaloni (1994–1997)
    2. Bartholomew Ulufa'alu (1997–2000), lista
- Szamoa (parlamentáris monarchia)
- Nyugat-Szamoa 1997. július 4-től Szamoa.
  - Uralkodó - Malietoa Tanumafili II, O le Ao o le Malo (1962–2007)
  - Kormányfő - Tofilau Eti Alesana (1988–1998), lista
- Tonga (alkotmányos monarchia)
  - Uralkodó - IV. Tāufaʻāhau Tupou király (1965–2006)[19]
  - Kormányfő - Baron Vaea (1991–2000), lista
- Tuvalu (parlamentáris monarchia)
  - Uralkodó - II. Erzsébet királynő, Tuvalu királynője (1978–2022)
  - Főkormányzó - Sir Tulaga Manuella (1994–1998), lista
  - Kormányfő - Bikenibeu Paeniu (1996–1999), lista
- Új-Kaledónia (Franciaország külbirtoka)
  - Főbiztos - Dominique Bur (1995–1999), lista
- Új-Zéland (parlamentáris monarchia)
  - Uralkodó - II. Erzsébet királynő, Új-Zéland királynője (1952–2022)
  - Főkormányzó - Sir Michael Hardie Boys (1996–2001), lista
  - Kormányfő - 
    1. Jim Bolger (1990–1997)
    2. Jenny Shipley (1997–1999), lista

  -  Cook-szigetek (Új-Zéland társult állama)
    - A királynő képviselője - Sir Apenera Short (1990–2000)
    - Kormányfő - Geoffrey Henry (1989–1999), lista

  -  Niue (Új-Zéland társult állama)
    - Kormányfő - Frank Lui (1993–1999), lista

  -  Tokelau-szigetek (Új-Zéland külterülete)
    - Adminisztrátor - Lindsay Watt (1993–2003)
    - Kormányfő -
      1. Pio Tuia (1996–1997)
      2. Falima Teao (1997–1998), lista
- Vanuatu (köztársaság)
  - Államfő - Jean Marie Leye Lenelgau (1994–1999), lista
  - Kormányfő - Serge Vohor (1996–1998), lista
- Wallis és Futuna (Franciaország külterülete)
  - Főadminisztrátor - Claude Pierret (1996–1998), lista
  - Területi Gyűlés elnöke - 
    1. Keleto Lakalaka (1996–1997)
    2. Victor Brial (1997–1999), lista
- Nyugat-Szamoa (parlamentáris monarchia)
  - Lásd Szamoa alatt.